# HMS D3
HMS D3 – brytyjski okręt podwodny typu D. Zbudowany w roku 1910 w Vickers, Barrow-in-Furness, gdzie okręt został wodowany 17 października 1910 roku. Rozpoczął służbę w Royal Navy 20 sierpnia 1911 roku. Pierwszym dowódcą został Lt. Cdr. Edward Courtney Boyle, który był dowódcą do grudnia 1914 roku. 
W 1914 roku D3 stacjonował w Harwitch przydzielony do Ósmej Flotylli Okrętów Podwodnych (8th Submarine Flotilla) pod dowództwem Lt. Cdr. Edwarda Courtney Boylea. 
28 sierpnia 1914 roku pod dowództwem Boyla okręt wraz z HMS D2, HMS D8, HMS E5, HMS E7 brał udział w pierwszej bitwie koło Helgolandu. 
12 marca 1918 roku okręt pod dowództwem kanadyjskiego kapitana Williama Maitland-Dougalla został zbombardowany i zatopiony przez francuski sterowiec AT-0 w okolicach Fécamp. Nikt z załogi nie przeżył.